# Uroda życia (film 1921)
Uroda życia – polski film niemy z 1921 roku, będący adaptacją powieści Stefana Żeromskiego.

## Główne role[2]
- Maria Brydzińska - Tatiana
- Józef Węgrzyn - Piotr Rozłucki
- Eduard Von Winterstein - generał Polenow